# Psara
Die griechische Insel Psara (griechisch Ψαρά (n. pl.)) bildet zusammen mit der Insel Andipsara und weiteren unbewohnten Inselchen die Gemeinde Psara (Δήμος Ψαρών) in der Region Nördliche Ägäis.
Psara ist hügelig und vegetationsarm. Fast alle ständigen Einwohner leben im gleichnamigen Hauptort, der an einer schützenden Bucht im Süden der Insel liegt. Während die Insel im 18. Jahrhundert noch eine der bedeutendsten Handelsflotten der Ägäis besaß, leben die heutigen Einwohner hauptsächlich von der Fischerei und Landwirtschaft. Tourismus spielt auf Psara trotz zahlreicher Strände nur eine untergeordnete Rolle.

## Geographie
Psara liegt im nördlichen Teil des Ägäischen Meers ca. 22 km westlich der Nordwestküste der Insel Chios und 150 km nordöstlich von Athen. Die Inselgruppe wird aus einem knappen Dutzend Inseln gebildet, neben Andipsara sind dies Kato Nisi (Κάτω Νησί), Ai Nikolakis (Αϊ Νικολάκης), Daskalio (Δασκαλειό), Mastrogiorgi (Μαστρογιώργη), Prasonisi (Πρασονήσι) sowie einige kleinere Felsen.
Die maximale Ausdehnung der Hauptinsel beträgt bei einer Fläche von 40,467 km² etwa 10 km von NW nach SO und 8 km von NO nach SW. Ihr höchster Punkt ist der 531 Meter hohe Berg Profitis Ilias im Nordosten der Insel. Neben Andipsara, die von Nordost nach Südwest rund 3,5 Kilometer misst, ist nur Kato Nisi mit einer Länge von rund 1 Kilometer etwas größer, alle anderen Inseln haben einen Durchmesser von nur rund 100 Meter oder weniger.
Die Hügel sowie die östlichen, nordöstlichen und südlichen Küstenklippen der Hauptinsel bestehen ausschließlich aus Phyllit, einige Teile der Westküste aus vulkanischem Gestein. Nur die Ebenen zur Südküste hin bestehen aus Kies, Sand und Lehm und sind bestellbar.
Die Insel ist hochgradig trocken, es gibt nur einige wenige Tümpel und keine dauerhaften Fließgewässer.

## Geschichte
Früheste Hinweise menschlicher Anwesenheit gehen zurück auf die Jungsteinzeit. Die umfangreichen Ausgrabungen zwischen 2000 und 2005 unter der Leitung von Aglaia Archontidou an der Westküste bei Archontiki belegen anhand zahlreicher Gräber vom Ende der Jungsteinzeit und der Frühbronzezeit die Besiedelung. In der späten Bronzezeit (1600–1000 v. Chr.), die hier ungefähr parallel mit dem Späthelladikum des griechischen Festlands verläuft, bestand von ca. 1400–1100 v. Chr. eine gut organisierte mykenische Siedlung mit Häusern und Lagerräumen. Ferner existiert eine Nekropole, die vom 8. bis zum 5. Jahrhundert. v. Chr. genutzt wurde und in der reichhaltige Grabbeigaben entdeckt wurden. Die Funde des Gräberfeldes mit Objekten aus Glas und fayenceähnlichen Materialien (s. Ägyptische Fayence) bezeugen die Existenz einer reichen und wohlhabenden mykenischen Siedlung in der nordöstlichen Ägäis. Die Funde sind im Archäologischen Museum der Stadt Chios ausgestellt.
Gemäß den im Frieden von Küçük Kaynarca ausgehandelten Vertragsbestimmungen war griechischen Reedern im Mittelmeer und der Schwarzmeerregion freier Handel unter russischer Flagge erlaubt. Neben den Inseln Spetses und Hydra entwickelte sich Psara im 18. Jahrhundert zu einem weiteren der Stützpunkte einer der bedeutendsten griechischen Handelsflotten.
Psara nahm an dem im Jahr 1821 begonnenen griechischen Freiheitskampf teil und erlebte am 21. Junijul. / 3. Juli 1824greg. ihren schwärzesten Tag, als die Insel von der Osmanischen Flotte unter Großadmiral Hüsrev Mehmed Pascha erobert wurde. Etwa 15.000 Einwohner wurden getötet oder in die Sklaverei verkauft, und die Stadt wurde zerstört. Der Dichter Dionysios Solomos thematisierte dies in einem bekannten Gedicht, Die Zerstörung von Psara (griechisch Η καταστροφή των Ψαρών I Katastrofi ton Psaron). Von dieser Katastrophe hat sich die Insel bis heute nicht erholen können. Heute leben viele Nachkommen der ehemaligen Einwohner in Athen oder in Übersee.
Einwohnerentwicklung von Psara
Die Volkszählungsergebnisse von 2011 weisen für die Nachbarinsel Andipsara 4 Einwohner aus, damit ist die kleine Nachbarinsel von Psara erstmals seit den 1950er Jahren wieder bewohnt.
| Name                   | 1913 | 1920 | 1928 | 1940 | 1951 | 1961 | 1971 | 1981 | 1991 | 2001 | 2011 |
| ---------------------- | ---- | ---- | ---- | ---- | ---- | ---- | ---- | ---- | ---- | ---- | ---- |
| Psara                  | 711  | 716  | 788  | 735  | 678  | 566  | 479  | 460  | 438  | 422  | 454  |
| Moni Kimisis Theotokou |      |      |      | 16   | 22   | 10   | 8    | –    | –    | 0    | 0    |
| Andipsara              |      |      |      |      | 1    | 3    | –    | –    | –    | 0    | 4    |
| Gesamt                 | 711  | 716  | 788  | 752  | 703  | 576  | 487  | 460  | 438  | 422  | 458  |

## Verwaltung und Gemeinde
Die Landgemeinde Psara wurde 1918 als Palea Psara (Κοινότητα Παλαιών Ψαρών) gegründet. Durch die Eingemeindung um die Insel Andipsara erfuhr das Gemeindegebiet 1940 eine Erweiterung. Die Umbenennung von Landgemeinde (Κοινότητα Ψαρών) und Hauptort in Psara erfolgte 1960. Den Status einer Stadtgemeinde (Dimos Psaron Δήμος Ψαρών) erhielt Psara 1984. Durch die Eingemeindung der umliegenden Inseln im Jahr 2001 erreichte die Gemeinde ihre heutige Ausdehnung. Gemeinsam mit den Gemeinden Chios und Inousses bildet die Gemeinde Psara seit der Umsetzung der Verwaltungsreform 2010 den Regionalbezirk Chios (Periferiaki Enotita Chios Περιφερειακή Ενότητα Χίου).

## Flora
Die Flora von Psara umfasst nachweislich rund 331 Arten Gefäßpflanzen, der Gesamtbestand wird auf rund 400 Arten geschätzt, rund 66 % davon einjährige, krautige Pflanzen. Endemiten fehlen. Ausgesprochen hoch ist der Anteil der sogenannten Anthropophyten: 34 % der Arten gelten als durch den Menschen eingebürgert und verwildert und nur 44 % als einheimisch.
Die Vegetation der Insel ist extrem monoton; zahlreiche der Pflanzenarten, die unter ähnlichen Bedingungen in der Region häufig sind, fehlen hier vollständig. Wälder fehlen, Bäume sind selten und stets angepflanzt. Die einzige bedeutende Vegetation, die zumindest halbnatürlich ist, ist die artenarme, 15 bis 30 Zentimeter hohe Phrygana, deren Strauchschicht von Centaurea spinosa, Poterium spinosum, Cistus creticus, Asparagus aphyllus und Thymelaea hirsuta dominiert wird und die das weitgehend extrem trockene Hügelland vollständig bedeckt. An geschützteren Orten verdichtet sich die Strauchschicht, wird bis zu einem Meter hoch und es dominieren z. B. Calicotome villosa und Anthyllis hermanniae.
Nur drei natürliche und von dieser Vegetation abweichende, spezielle Habitate existieren auf der Insel, nämlich sandige Küstenbereiche, Felsküste und trockene Flussbetten. In Letzteren finden sich Oleander (Nerium oleander) und Vitex agnus-castus.
In floristischer Hinsicht nannte Werner Greuter Psara „überwältigend banal“. In der Gesamtschau zeigt sich die Flora der Insel kaum verwandt mit den Floren anderer ostägäischer Inseln oder der Anatoliens, sondern eher mit denen der Kykladen. Greuter führt dies darauf zurück, dass die Insel vermutlich seit sehr langer Zeit bereits von den Kontinenten isoliert ist, ihre ursprüngliche Flora verarmte und dann ersetzt wurde durch Pflanzenarten, die der Mensch einschleppte oder die auf lange Strecken verbreitet werden.